# Крагуевац (Республика Сербская)
Крагуевац (серб. Крагујевац / Kragujevac) — село в общине Вишеград Республики Сербской Боснии и Герцеговины. Население составляет 20 человек по переписи 2013 года.